# 克萊鎮區 (印地安納州拉格蘭奇縣)
克萊鎮區（英語：Clay Township）是位於美國印地安納州拉格蘭奇縣的一個行政鎮區。

## 地方資料
根據2010年美國人口普查的數據，克萊鎮區的面積為93.70平方千米，當中陸地面積為93.60平方千米，而水域面積為0.10平方千米。當地共有人口3424人，而人口密度為每平方千米36.54人。